# Cobitis phongnhaensis
Cobitis phongnhaensis är en fiskart som beskrevs av Ngô 2008. Cobitis phongnhaensis ingår i släktet Cobitis och familjen nissögefiskar. IUCN kategoriserar arten globalt som otillräckligt studerad. Inga underarter finns listade i Catalogue of Life.